# Otto Karl Fröhlich
Otto Karl Fröhlich, häufig O. K. Fröhlich, (* 6. Mai 1885 in Jägerndorf, Schlesien; † 20. Januar 1964 in Wien) war ein österreichischer Bauingenieur für Geotechnik und Hochschullehrer.
Fröhlich studierte Bauingenieurwesen an der Technischen Hochschule Graz, erwarb dort 1909 den akademischen Grad eines Diplom-Ingenieurs und wurde 1911 promoviert. Danach war er als Bauingenieur in Berlin, Sankt Petersburg und nach Wehrdienst im Ersten Weltkrieg 1920 bis 1927 in Amsterdam, 1927 bis 1929 in London und ab 1934 in Den Haag tätig (als beratender Ingenieur für Grundbau). Dabei kam es auch zur Zusammenarbeit mit Karl von Terzaghi, den er 1935 bis 1937 in dessen Professur an der Technischen Hochschule Wien vertrat. Hier entstand 1936 das Buch über Konsolidierung von Tonschichten mit Terzaghi. Nachdem Terzaghi 1938 vor allem wegen der politischen Verhältnisse in Österreich nach dem „Anschluss“ ins Ausland gegangen war, wurde Fröhlich sein Nachfolger und ab 1940 ordentlicher Professor für Grundbau und Bodenmechanik und Direktor des Erdbaulabors an der Technischen Hochschule Wien. Sein Nachfolger wurde 1957 Hubert Borowicka, der ein Schüler von Terzaghi in Wien war.
Neben Arbeiten über den Bodendruck unter Fundamenten und Konsolidierung entwickelte er auch eine Theorie der Böschungsstabilität.

## Schriften
- Druckverteilung im Baugrunde. Springer, Berlin 1934.
- (mit Terzaghi): Theorie der Setzung von Tonschichten. Eine Einführung in die analytische Tonmechanik. Deuticke, Wien / Leipzig 1936.
- (mit Terzaghi): Erdbaumechanik und Baupraxis. Eine Klarstellung. Deuticke, Wien / Leipzig 1937. (Erwiderung in der Fillunger-Affäre)